# 白萬樂
白萬樂（西班牙語：Alvaro Benavente；1646年—1737年11月11日）是天主教西班牙籍主教及奧斯定會會士。曾任江西宗座代牧區宗座代牧（1698年-1709年）。

## 生平
白萬樂出生於1646年，在西班牙君主國卡斯蒂利亞的薩拉曼卡。1663年，白萬樂在17歲時加入奧斯定會及赴當時的清朝中國傳教。
1696年10月15日，教宗諾森十二世重新劃分在中國傳教區的界線，組成3個教區及9個宗座代牧區（北京教區、南京教區、澳門教區、	福建宗座代牧區、浙江宗座代牧區、江西宗座代牧區、四川宗座代牧區、雲南宗座代牧區、湖廣宗座代牧區、貴州宗座代牧區、山西宗座代牧區、陝西宗座代牧區）。，且由西班牙籍奧斯定會負責，白萬樂主教出任首任宗座代牧。1698年10月20日，白萬樂在52歲時獲時任教宗諾森十二世任命為江西宗座代牧區宗座代牧，領銜以色列亞實基倫教區主教。1700年5月30日，在北京教區主教伊大仁主禮晉牧。
1709年3月20日，白萬樂主教在葡屬澳門去世，享年63歲。白萬樂去世後，由於正直清朝禁教時間，傳教士未能進入中國傳教，宗座代牧區一直處於教座出缺狀態。乾隆年間禁教及教難更為嚴重，於1838年8月4日聖座撤銷江西宗座代牧區，再度合併為浙江江西宗座代牧區。